# Nieuwe Nor
De Nieuwe Nor is een poppodium en culturele instelling in de Nederlandse stad Heerlen, provincie Limburg. Het podium is gevestigd aan de Pancratiusstraat in het Culturele Kwartier van de binnenstad. Na de verbouwing in 2020–2023 is de Nieuwe Nor het grootste poppodium van Zuid-Limburg met een capaciteit van ruim duizend bezoekers in twee zalen.

## Geschiedenis

### Studentensociëteit de Nor
In 1969 trok de sociëteit Alcuinus in een voormalig politiebureau aan de Geerstraat in Heerlen. Alcuinus was een vereniging van zo'n zestig Nederlandse studenten die studeerden aan de Technische Hochschule in Aken. Studenten aan Nederlandse universiteiten, technische hogescholen, HTS-en en andere voortgezette opleidingen, waren overigens ook welkom in de soos. De sociëteit werd naar de politiecellen vernoemd: De Nor.
In de jaren na de mijnsluiting in Limburg ontstond er in de regio behoefte aan nieuwe sociale en culturele voorzieningen, met name voor jongeren. De Nor groeide uit tot een broedplaats voor alternatieve cultuur, undergroundmuziek en maatschappelijk debat. Sociëteit Alcuinus kon zich na een paar jaar niet meer verenigen met de wijze waarop het jongerencentrum zich ontwikkelde en koppelde zich los.

### Jongerencentrum de Nor
In 1975 werd het oude pand gesloopt om plaats te maken voor een nieuwe weg. Een ander geschikt pand vinden bleek niet eenvoudig. Pas twee jaar later lukte dit, ca. honderd meter verderop in dezelfde straat, waar de voormalige volkskredietbank leeg kwam te staan. In de jaren zeventig en tachtig werden er optredens, concerten en filmavonden georganiseerd. Ook het jaarlijks terugkerende Norpop-festival werd een traditie.
De sociëteit gaf daarnaast onderdak aan stichting de Wereldwinkel, Rubens Poppentheater, filmhuis De Spiegel en Norfolk. Diverse muzikanten zoals Los Bandos, Vin Garbutt, Opgezwolle, Anne Clark, 100% Isis en Bettie Serveert traden er op, maar er was ook ruimte voor lokale bands. Zo verkreeg de sociëteit steeds meer plaats in het culturele en maatschappelijke leven van de stad en de bredere regio Parkstad Limburg.
In 1986 werd het pand waar de Nor gevestigd was verbouwd en kwam er een tweede ontmoetingsruimte, waardoor er nog meer mogelijkheden kwamen, zoals theater, klassieke muziek en literaire avonden, om zo door te groeien naar een cultureel centrum.
In begin van de jaren negentig ontwikkelde de gemeente Heerlen een nieuw centrumplan waarbij het oude gebouw dat de Nor huurde van de gemeente zou moeten wijken voor nieuwbouw (parkeergarage, kantoren en woningen).

### Poppodium de Nieuwe Nor
In 2005 verhuisde De Nor naar het gebouw van voormalig ijzerhandel en constructiewerkplaats Schmitz aan de Pancratiusstraat en kreeg het de naam Nieuwe Nor. Deze verhuizing betekende een professionalisering en schaalvergroting van het podium.
Tussen 2020 en 2023 onderging het gebouw een grootschalige uitbreiding en renovatie, mede mogelijk gemaakt door financiering van onder andere de gemeente Heerlen, de provincie Limburg en landelijke cultuurfondsen. Er werd een tweede, grotere zaal toegevoegd, waardoor de mogelijkheden tot het organiseren van meerdere concerten tegelijkertijd aanzienlijk verruimd werden. De uitbreiding was onderdeel van het project Muziekboulevard van de Internationale Bauausstellung (IBA) Parkstad. In het project werden ook de "vijf pleintjes" in de directe omgeving opgeknapt. Het tegenover de Nieuwe Nor gelegen Schelmenhofje wordt in de zomer gebruikt als buitenpodium.

## Programma en aanbod
Het poppodium programmeert een breed scala aan optredens binnen diverse muziekgenres, zoals popmuziek, rock, hiphop, elektronische muziek, indie en metal. Daarnaast organiseert het podium:
- Thema-avonden en dansfeesten
- Educatieve projecten
- Albumreleases en showcases
- Festivals in samenwerking met andere instellingen

## Maatschappelijke functie
Het poppodium draagt bij aan de culturele en maatschappelijke ontwikkeling van de regio. Het biedt vrijwilligerswerk, stages en leerwerkplekken aan jongeren en werkt samen met onderwijsinstellingen in Zuid-Limburg. Daarnaast organiseert het projecten gericht op inclusie, jongerenparticipatie en culturele diversiteit. 